# 薫
薫（かおる）は、紫式部の物語『源氏物語』に登場する架空の人物。光源氏亡き後のいわゆる第三部「宇治十帖」の中心人物の一人。薫の君（かおるのきみ）、薫大将（かおるだいしょう、かおるのたいしょう）とも。「薫」は本名ではなく、生まれつき身体にえもいわれぬ芳香を帯びていたことに因む通称。
表向きは光源氏の次男（実は柏木の長男である可能性が高い）。母は源氏の正妻・女三宮。朱雀帝は祖父にあたる。また、本当の父が柏木である場合は頭中将も祖父にあたる。

## 人物
源氏48歳の春に誕生（「柏木」）。産養が盛大に行われるが、彼の誕生は決して喜ばれたものではなかった。母である女三宮は彼を出産後に突然出家し、また父・源氏も過去の因果が忘れられず、表向きは可愛がるもうちとけられずにいた。六条院で育ち、源氏没後は、子のない冷泉院（表向きは桐壺帝の第十皇子。実は源氏の子）と秋好中宮に実子同然に可愛がられ育つ。14歳で元服、二月に中将、秋に右近中将、19歳で宰相中将と順調に昇進。幼馴染の匂宮と並び、「光る君」と呼ばれた光源氏の栄華を継ぐ者として、世間では「匂う兵部卿、薫る中将」と呼ばれている（「匂宮」）。
高貴の出自で、恵まれた環境で育ったが、幼いころから自己の出生に疑念を感じ、悶々とした日々を過ごしていた。仏道に帰依しだすのもこの頃からで、ある時宇治に俗聖（出家せず俗のまま戒律を守り仏道修行する人）がいるという噂を聞き、宇治八の宮（桐壺帝の第八皇子。光源氏の異母弟）邸を訪れる。ここから始まるのがいわゆる「宇治十帖」である。

## 性格・女性関係
律儀で細かな心遣いに長けた「まめ人」である一方、優柔不断で特に女性関係には消極的だが、身分低い女房などが相手の時は積極的に事を運ぶ。偶然垣間見た宇治の大君（おおいぎみ。八の宮の長女）に思いを寄せるが、受け入れられぬまま死に別れる。その傷心から一時は宇治の中君（八の宮の次女。大君の同母妹。匂宮の妻）に迫り、さらにその後大君に生き写しの田舎育ちの娘浮舟（大君と中君の異母妹）を宇治の邸に囲う。しかし薫と浮舟の存在を知って現れた匂宮の二人の間で浮舟は心が揺れ動き、宇治川に入水自殺を図る（「橋姫」 - 「浮舟」）。
一方、今上帝の女二宮が降嫁し北の方となり、栄華はこの上なきものとなる（権大納言兼右大将に昇進したのもこの頃）。しかし妻とあまり接することはなく、浮舟亡き後は今上帝の女一宮（母は明石中宮）を思って悶々と過ごしている。ある時氷を弄んでいる女一宮の美しい姿を垣間見た時は、それと同じ装いを女二宮にさせて気の慰みにしようとしている（「宿木」「蜻蛉」）。
浮舟の葬儀から一周忌を過ぎたある日、明石中宮を通じて浮舟生存の情報を得た薫は、浮舟の異父弟・小君に文を持たせ小野の山里へ向かわせる。しかし尼となり俗世に未練のない浮舟に「所違へにもあらむ（人違いでしょう）」と突っぱねられ、屈辱を味わった薫は「人の隠し据ゑたるにやあらん（どうせ誰か男がいて囲われているんだろう）」と自分を慰めるのであった（「手習」「夢浮橋」）。
この優柔不断の塊のような鬱屈した主人公像は、『狭衣物語』や『堤中納言物語』などその後の王朝女流文学に多大なる影響を与え、数多くの薫型主人公を生み出すこととなった。

## 親子関係について
薫が本当に柏木の子であるかどうかについては、光源氏や夕霧が幼い薫を見て目元が似ていると感じており（「柏木」「横笛」）、また冷泉帝ら光源氏の血筋は絵画（「絵合」）、柏木ら頭中将の血筋は音楽に秀でているといった描写が常々なされているのに対し、薫は柏木が得意とした琴や、横笛を演奏して頭中将の血筋に近いとされている（「竹河」「宿木」）ことから、間違いないようであるとする主張がある。ただし、このような主張をする人々は、以下のような点を故意に無視している。
・光源氏や夕霧がそのように感じるに当たっては「気のせいか」「そのように思って見るからそう見えるのだろうか」としている。逆に、先入観を持たずに見る冷泉帝などは、光源氏の子だと信じて疑わない。
・そもそも光源氏は自分にこそ似ていなくはないと考え直している（「横笛」）。母である女三宮に至っては、柏木に似ているとは考えていない（「柏木」）。
・また、音楽ならば光源氏も得意であるので、根拠にならない。一方、光源氏よりも頭中将の血筋が得意とする蹴鞠については、薫がとりたてて得意だとする記述はない。
いずれにせよ、薫の父が作中で断定されることはない。なお薫の出生の疑惑を知るのは本人以外では光源氏、柏木、母女三宮、小侍従（女三宮の女房）、弁（八の宮の女房、小侍従の従姉妹）の5人で、この他夕霧も薄々事情を察している。